# Jake Schatz
Jake Schatz (Sunnybank, 25 luglio 1990) è un rugbista a 15 australiano che gioca come terza linea centro nei Sunwolves in Super Rugby. A livello internazionale vanta due presenze con l'Australia.

## Biografia
Schatz fece il suo esordio professionistico nel 2010 in una partita di Super Rugby contro i Crusaders; indossava, all'epoca, la maglia della franchigia australiana dei Reds, squadra con la quale disputò sette stagioni e vinse il titolo di campione nel Super Rugby 2011. Al termine del Super Rugby 2016, anche a causa dei numerosi infortuni che costellarono la sua carriera con la formazione originaria del Queensland, fu rilasciato e si ritrovò senza squadra. A fine gennaio 2017 i Melbourne Rebels annunciarono il suo ingaggio per supplire l'infortunato Sean McMahon durante il Super Rugby 2017.
Nel 2014 Schatz disputò e vinse la sua, fino ad ora, unica stagione di National Rugby Championship con Brisbane City.
A livello internazionale Schatz disputò due edizioni della coppa del mondo di rugby giovanile con la selezione nazionale australiana di categoria: nel 2009 e nel 2010, anno in cui giocò, come capitano, la finale del torneo persa contro la Nuova Zelanda. Il suo debutto con l'Australia avvenne durante il The Rugby Championship 2014 nella sfida con l'Argentina nell'ultima giornata della competizione; in seguito, nello stesso anno, giocò una partita contro l'Irlanda durante il tour europeo di fine anno della nazionale australiana.

## Palmarès
- Super Rugby: 1
Reds: 2011
- National Rugby Championship: 1
Brisbane City: 2014